# Casa Museo de Yafar Yabbarlí
La Casa Museo de Yafar Yabbarlí (en azerí: Cəfər Cabbarlının ev-muzeyi) es  un museo conmemorativo que está situado en Bakú.

## Historia del museo
La casa museo, donde Yafar Yabbarlí vivía, fue creada en 1979. Durante este periodo en el museo existieron solo 57 exposiciones.
La inauguración oficial se celebró el 22 de marzo de 1982 con motivo del 80.º aniversario del escritor. El Presidente de Azerbaiyán, Heydər Əliyev participó en la ceremonia de apertura.

## Exposición
El museo consta de siete habitaciones y abarca una superficie de 200 metros cuadrados. Actualmente hay más de 10000 exposiciones en el fondo del museo. En la exposición se exhiben documentos, fotografías que reflejan la vida, la creatividad y la actividad pública del escritor, sus manuscritos.
En 2001 se creó el “Premio Yafar Yabbarlí” con motivo del 100º aniversario del escritor y se presentó a muchas personas.